# Елабужский институт КФУ
Елабужский институт (филиал) КФУ — федеральное государственное автономное образовательное учреждение высшего образования Российской Федерации, структурное подразделение Казанского (Приволжского) федерального университета.

## История
Елабужский институт КФУ был образован в 2011 году на базе Елабужского государственного педагогического университета.

### Досоветский период
В 1898 году в Елабуге возник новый центр педагогического образования Вятской губернии. Это стало возможным благодаря елабужской купчихе, потомственной Почетной гражданке Глафире Фёдоровне Стахеевой, которая решила увековечить память о покойном муже, пожертвовав средства на строительство учебного заведения.

Озабочиваясь нуждами православного духовенства Прикамского края, я пришла к мысли ходатайствовать об учреждении духовной семинарии в г. Елабуге — центральном пункте для 5 уездов 3-х губ.: Вятской, Уфимской и Казанской…— Г. Ф. Стахеева
Замысел купчихи, в целом, получил одобрение Епархиального собрания, тем не менее Священный Синод отклонил её просьбу о духовной семинарии и выдал разрешение на основание Епархиального женского училища.
Проект здания разработал вятский губернский инженер, архитектор первой степени И. А. Чарушин. Строителем здания являлся архитектор-художник А. И. Горохов. Строительство здания длилось четыре года непрерывно, кроме пяти первых зимних месяцев, и было закончено к 15 августа 1903 года. Здание Елабужского института является памятником архитектуры, включено в реестр Елабужского государственного музея-заповедника.
Воспитанницы епархиального училища обучались основным наукам, закону божьему, этикету, иностранным языкам и музыке. По окончании учебного заведения девочки получали звание домашней учительницы. Открытые при училище дополнительные классы на словесно-историческом и физико-математическом отделениях позволяли выпускницам приобрести специальность учителя церковно-приходской школы или епархиального училища. До Октябрьской революции епархиальное училище подготовило несколько сотен женщин-педагогов.

### Советский период
В 1918 году епархиальное училище было закрыто, в том же году здесь была открыта татарская учительская семинария. Позднее, согласно постановлению Народного комиссариата, Елабужская татарская учительская семинария была преобразована в трёхгодичные педагогические курсы для разных национальных и этнических групп. С этого времени здесь функционировали русские педагогические курсы, а также марийские, удмуртские и татарские.
В августе 1923 года на заседании совета татарских педкурсов было принято решение об их переименовании в Елабужский районный татарский педагогический техникум. Структура педтехникума постоянно расширялась, в 1930 году он стал русско-татарским. Одновременно проводилась подготовка учителей начальной школы. В 1931—1932 учебном году было открыто заочное отделение. В 1935 года при педтехникуме образовано библиотечное отделение, которое в 1937 году выделилось в отдельный техникум.
В 1936—1937 учебном году Елабужский районный татарский педагогический техникум был преобразован в педагогическое училище. В 1939 году постановлением Правительства СССР на базе педагогического училища был создан учительский институт, основная задача которого заключалась в подготовке квалифицированных учителей для неполных средних школ. Набор студентов производился из ближайших 12 районов Удмуртской и Татарской АССР на четыре факультета: исторический, физико-математический, филологический, естественно-географический.
В период Великой Отечественной войны в Елабугу были эвакуированы Воронежский университет, лаборатории Ленинградского университета, а также филиал Академии наук СССР. Все они разместились в здании Елабужского учительского института.
Всего в годы войны в институте работало 22 профессора, 25 доцентов. В этот период здесь трудились такие известные деятели наук как академик В. И. Смирнов, академик В. А. Фок, будущий академик В. А. Амбарцумян, профессор В. В. Мавродин, профессор С. И. Ковалёв и другие. С 1941 года в Елабуге начала работать первая женщина-татарка — кандидат филологических наук М. Г. Файзуллина.
В послевоенные годы в связи с широким развитием среднего образования и повышением требований к уровню квалификации педагогов учительские институты утратили своё значение. Постановлением Совета Министров РСФСР от 19 августа 1952 года на базе Елабужского учительского института был образован Елабужский государственный педагогический институт. С 1 апреля 1953 года был объявлен прием студентов на два факультета: физико-математический и филологический. На первый курс было принято 150 студентов. На следующий год открылось заочное отделение, на которое было принято 200 студентов. В дальнейшем институт рос, образуя новые факультеты: педагогики и методики начального образования (1959 г.), иностранных языков (1965 г.), единственный в тот период в Поволжье общетехнический (1975 г.) и ряд других.
С декабря 1973 года в институте открывается 8-месячное подготовительное отделение, основная задача которого заключалась в подготовке с отрывом от производства рабочей и сельской молодежи для поступления в вузы. Благодаря этому в 1973 году ЕГПИ был отнесен по Министерству народного просвещения РСФСР к вузам второй, а в 1986 — первой категории.
В 1982 году за достижения в подготовке учительских кадров ЕГПИ было вручено переходящее Красное знамя Министерства образования СССР и ЦК профсоюза работников просвещения, высшей школы и научных учреждений.

### Современность
В 2003 году вуз был преобразован в Елабужский государственный педагогический университет.
В структуру университета входили 2 института (Институт дополнительного профессионального образования и Институт технологии, экономики и сервиса), 9 факультетов (истории и юриспруденции, русской филологии и журналистики, физико-математический, иностранных языков, татарской и сопоставительной филологии, биологический, психологии и педагогики, физической культуры, естественно-гуманитарный); была открыта аспирантура по нескольким специальностям.
2 февраля 2011 года ЕГПУ был присоединен к Казанскому (Приволжскому) федеральному университету.
До 22 января 2013 года официальное сокращенное наименование вуза было: филиал ФГАОУ ВПО КФУ в г. Елабуга.
Приказом Минобрнауки России от 13 июля 2015 г. № 714 Елабужский институт (филиал) федерального государственного автономного образовательного учреждения высшего профессионального образования «Казанский (Приволжский) федеральный университет» переименован в "Елабужский институт (филиал) федерального государственного автономного образовательного учреждения высшего образования «Казанский (Приволжский) федеральный университет».

## Ректоры[6]
- Абдулхак Галиевич Аминев (1953—1960)
- Клавдия Петровна Тиунова-Петрова (1960—1966)
- Евгений Яковлевич Тихонов (1966—1971)
- Талгат Набиевич Галиуллин (1971—1986)
- Зямиль Газизович Нигматов (1986—1989)
- Наип Хабибназарович Лаисов (1989—2000)
- Наиль Мансурович Валиев (2000—2007)
- Айдар Минимансурович Калимуллин (2008—2011)
- Елена Ефимовна Мерзон (2011—2024)
- Марат Файзуллаевич Умаров (с 2025 года)

## Структура вуза
Управление институтом осуществляют:
- Директор;
- Заместители директора;
- Учёный совет;
- Попечительский совет;
- Учебный отдел;
- Сектор аспирантуры;
- Отдел научно-исследовательской работы;
- Отдел аспирантуры
- Отдел социально-воспитательной работы;
- Управление бухгалтерского учёта и финансового контроля;
- Приёмная комиссия;
- Отдел кадров и делопроизводства;
- Центр повышения квалификации, переподготовки и дополнительного образования;
- Центр информационных технологий и пр.

В составе Елабужского института также находятся 6 отделений, при которых работают 15 кафедр, 4 музея, более 20 учебных и проблемно-научных лабораторий.

### Отделения
- Инженерно-технологическое отделение
- Отделение иностранных языков
- Отделение математики и естественных наук
- Отделение психологии и педагогики
- Отделение филологии и истории
- Отделение экономических и юридических наук

### Кафедры
- Кафедра английской филологии и межкультурной коммуникации
- Кафедра биологии и химии
- Кафедра всеобщей и отечественной истории
- Кафедра иностранных языков
- Кафедра математики и прикладной информатики
- Кафедра немецкой филологии
- Кафедра педагогики
- Кафедра психологии
- Кафедра русского языка и литературы
- Кафедра татарской филологии
- Кафедра теории и методики дошкольного и начального образования
- Кафедра теории и методики физической культуры и безопасности жизнедеятельности
- Кафедра физики
- Кафедра философии и социологии
- Кафедра экономики и менеджмента

### Музейный комплекс
- Музей археологии и истории Татарстана;
- Музей истории Елабужского института К(П)ФУ;
- Музей Елабужского купечества;
- Музей татарского языка и литературы.

Наиболее уникальные исторические экспонаты представлены в музеях археологии и истории Татарстана, а также елабужского купечества. В последнем, например, собраны подлинные предметы купеческого быта, мебель, документы, фотографии. Пространства музея имеют тематическое разделение, сообразно ключевым направлениям купеческой жизни и хозяйства: купеческая лавка, уголок девичьей уборной, купеческая гостиная.
Также в составе вуза находятся: научная часть; аспирантура; редакционно-издательский комплекс; центр повышения квалификации, переподготовки и дополнительного образования; образовательный ресурсный центр; научная библиотека (фонды насчитывают более полумиллиона томов); салон инновационных образовательных технологий; спортивный комплекс; спортивно-оздоровительный лагерь; пять учебных корпусов.

## Профессорско-преподавательский состав
По состоянию на 1 января 2018 года численность профессорско-преподавательского состава в Елабужском институте КФУ составила 187 штатных преподавателей, из них 127 имеют ученую степень: 8 докторов наук и 119 кандидатов наук. Среди них заслуженные деятели науки Российской Федерации и Республики Татарстан, отличники народного образования, почетные работники высшего профессионального образования РФ, заслуженные учителя школы РФ и РТ.

## Научные и образовательные проекты
Международные Стахеевские чтения
Стахеевские чтения — название научной конференции, традиционно организуемой в Елабужском институте КФУ с участием ученых из столичных и региональных вузов, а также представителей ведущих научных школ ближнего и дальнего зарубежья.
Название конференции отражает культурно-историческое наследие края и происходит от фамилии известной династии российских купцов-меценатов Стахеевых, имевших отношение к строительству учебного здания Елабужского института КФУ и зарождению профессионального образования в Елабуге.
Стахеевские чтения, проведение которых началось в 1990 году, проходили также в 2003, 2007, 2009, 2011, 2013, 2015, 2017 годах с участием ученых, занимающихся историей предпринимательства, изучением русской классической литературы, краеведов, социологов. Традиционным является участие в конференции потомков Стахеевых, которые ныне проживают в России, Великобритании, Франции, Австралии, Сингапуре.
Международный фестиваль школьных учителей
Впервые был организован в Елабужском государственном педагогическом университете в августе 2010 года. В первом фестивале приняло участие около 150 педагогов из Республики Татарстан и других регионов России. С этого времени проводится в Елабужском институте КФУ ежегодно.